# 1644 Rafita
1644 Rafita (1935 YA) là một tiểu hành tinh vành đai chính được phát hiện ngày 16 tháng 12 năm 1935 bởi R. Carrasco ở Madrid.